# Villanasur Río de Oca
Villanasur o Villanasur Río de Oca, es una localidad situada en la provincia de Burgos, comunidad autónoma de Castilla y León (España), comarca de Montes de Oca, partido judicial de Burgos y capital del municipio de Valle de Oca.

## Geografía
En el valle del río Oca, afluente del Ebro por su margen derecha, en la carretera BU-703 junto a las localidades de Cueva Cardiel, Villalbos, Villalómez, Mozoncillo de Oca y Villalmóndar.
Wikimapia\Coordenadas: 42°26′15″ N 3°19′14″ O 

## Situación administrativa
Entidad Local Menor cuyo alcalde pedáneo es D. Juan Delgado Mata (PSOE) desde el 2018 hasta la actualidad.

## Historia
Este valle del Oca conserva los nombres de los colonizadores de la Reconquista . En el año 836 apareció por aquí el sacerdote Cardello con sus compañeros, familiares y exploradores; traía libros y enseres y arreaban una punta de ovejas, vacas y yeguas. Querían colonizar este valle abrigado, defendido de las correrías árabes por estar entre dos vías frecuentadas por las columnas militares. Los Ansúrez repoblaron la zona de los montes de Oca (Burgos) a mediados del siglo IX con poblaciones como Villanasur y Villasur de Herreros, que probablemente deban su nombre a un Ansúrez, Villanasur Villasur (asur-ansur).
Villa perteneciente a la Hermandad de Montes de Oca en el partido Juarros , uno de los catorce que formaban la Intendencia de Burgos durante el periodo comprendido entre 1785 y 1833, tal como se recoge en el Censo de Floridablanca de 1787 . Tenía jurisdicción de realengo con alcalde ordinario, y de señorío ejercida cor en conde de Motezuma .
Antiguo municipio de Castilla la Vieja en el Belorado, que en el censo de la matrícula catastral contaba con 51 hogares y 207 vecinos. Entre el censo de 1930 y el anterior, este municipio desaparece porque se agrupa en el municipio 09411 Valle de Oca. Contaba entonces con 59 hogares y 209 habitantes de derecho.

## Camino de Santiago
En efecto, su peculiar situación geográfica, en un pequeño valle longitudinal creado por el río Oca y próximo al mágico Camino de Santiago Camino de Santiago, le permitió un cierto éxito por su cercanía con la relevante Villafranca Montes de Oca Villafranca Montes de Oca, principal núcleo poblacional de la zona que llegó a ser sede episcopal y disponer de un importante hospital por el constante flujo de peregrinos.
Sin embargo, y como tantos otros, el pueblo ha ido perdiendo población por la falta de lugares de trabajo y oportunidades culturales y de escolarización.
El contrapunto es una naturaleza auténtica y salvaje que nos ofrece un amplio número de especies animales y vegetales acogidas por los cercanos y boscosos Montes de Oca y el río Oca que da nombre al pueblo, al valle y a parte de la comarca cuya recuperación se está intentando para retomar su antiguo prestigio de río truchero. 
Condiciones no le faltan ya que el nacimiento del río se encuentra a escasos 9 km del pueblo y la precipitaciones y el embalse de Alba pueden mantener el ritmo y la calidad de su cauce que mantiene vivo el serpenteante bosque de ribera que da colorido y alegría al valle.
También cercanos se encuentran los yacimientos de Atapuerca Yacimiento de Atapuerca que están situando la zona en el mapa mundial de la Arqueología por la sorprendente aparición de un nuevo hito en la larga evolución humana como es el Homo Antecessor Homo antecessor.

## Turismo rural
Recientemente se ha rehabilitado una de sus mejores casas para poner en marcha el Hotel Valle de Oca [https://web.archive.org/web/20180906040245/http://www.valledeocahotel.com/ Hotel Boutique con encanto, un exquisito establecimiento con carácter.
Tanto el edificio (un "rascacielos" de tres plantas casi tan alto como la iglesia) con su original mirador de aire veneciano -similar a los palacetes indianos más comunes en Cantabria y Asturias- como la elegante y atrevida decoración colonial de sus espacios y habitaciones, intentan atraer un nuevo turismo de interior de calidad, con sensibilidad y capacidad económica para revitalizar y mejorar las perspectivas de futuro de estos coquetos y desconocidos enclaves.
https://www.youtube.com/watch?v=pwNNDYxibgE

## Parroquia
Como último rescoldo de su pasada vitalidad todavía queda en pie la Iglesia católica de San Vicente Mártir, santo cristiano que aunque desarrolló su vocación lejos de estos lugares (Huesca, Zaragoza y Valencia) mantiene la parroquia adscrita a su devoción, dependiente de la parroquia de Villafranca Montes de Oca en el Arcipestrazgo de Oca-Tirón , diócesis de Burgos

## Demografía
| Gráfica de evolución demográfica de Villanasur Río de Oca entre 1842 y 1920 |
| |
| Población de derecho según los censos de población del INE. Población de hecho según los censos de población del INE.Entre el censo de 1930 y el anterior, este municipio desaparece porque se integra en el municipio Valle de Oca. |

| 1842 |  | 1857 |  | 1860 |  | 1877 |  | 1887 |  | 1897 |  | 1900 |  | 1910 |  | 1920 |
| ---- |  | ---- |  | ---- |  | ---- |  | ---- |  | ---- |  | ---- |  | ---- |  | ---- |
| 207  |  | 289  |  | 287  |  | 298  |  | 286  |  | 298  |  | 284  |  | 262  |  | 216  |